# 2511 Patterson
2511 Patterson (1980 LM) là một tiểu hành tinh vành đai chính được phát hiện ngày 11 tháng 6 năm 1980 bởi C. Shoemaker ở Palomar.